# Dwoista Przełęcz
Dwoista Przełęcz (słow. Sedlo pod Dvojitou, węg. Fonatosnyereg) – przełęcz położona na wysokości ok. 2210 m n.p.m. w słowackich Tatrach Wysokich. Znajduje się w masywie Granatów Wielickich, w bocznej grani odchodzącej na południowy zachód od Staroleśnego Szczytu. Przełęcz oddziela Dwoistą Turnię od Wielickiej Kopy. Należy do grupy Granackich Turni – wyższej z dwóch części Granatów Wielickich.
Jest to szeroka, głównie trawiasta przełęcz. Wejście na nią z Doliny Sławkowskiej i Doliny Wielickiej nie stwarza wielu trudności, lecz dostępne jest jedynie dla taterników. Przełęcz umożliwia dogodne wejście na Dwoistą Turnię i na inne obiekty w masywie Granatów Wielickich.
Dwoista Przełęcz była od dawna znana myśliwym. Nazwa polska i słowacka pochodzi od Dwoistej Turni, natomiast węgierska od Wielickiej Kopy.

## Historia
Pierwsze wejścia turystyczne:
- Edward Muhle, 4 sierpnia 1897 r. – letnie (pierwsze znane wejście, wcześniejsze wejścia są prawdopodobne),
- Zygmunt Klemensiewicz i Jerzy Maślanka, 6 kwietnia 1909 r. – zimowe.